# 2011-es Copa América (egyenes kieséses szakasz)
A 2011-es Copa América egyenes kieséses szakasza 2011. július 16-án kezdődött, és július 24-én ért véget az Estadio Monumentalban, Buenos Airesben rendezett döntővel. Az egyenes kieséses szakaszban nyolc csapat vett részt, amelyek a csoportkör során a saját csoportjuk első két helyének valamelyikén végeztek, illetve részt vett a két legjobb harmadik helyezett is. Az egyenes kieséses szakasz 8 mérkőzésből állt: 4 negyeddöntőt, 2 elődöntőt és 2 helyosztó mérkőzést rendeztek.
Az egyes mérkőzések győztesei továbbjutottak a következő körbe. A vesztes csapatok kiestek a kontinenstornáról, kivéve az elődöntő vesztes csapatait, amelyek a 3. helyért mérkőzhettek.
Ha a mérkőzéseken a rendes játékidő végén döntetlen volt az eredmény, akkor 2×15 perces hosszabbítást rendeztek, ha ezután is döntetlen volt az eredmény, akkor büntetőpárbaj következett.

## Résztvevők
| Csoport | Első helyen továbbjutott | Második helyen továbbjutott | Harmadik helyen továbbjutott |
| ------- | ------------------------ | --------------------------- | ---------------------------- |
| A       | Kolumbia                 | Argentína                   | –                            |
| B       | Brazília                 | Venezuela                   | Paraguay                     |
| C       | Chile                    | Uruguay                     | Peru                         |

## Ágrajz
|  |              |              |              |            |       |           |            |            |               |               |               |       |       |
|  | Negyeddöntők | Negyeddöntők | Negyeddöntők |            |       | Elődöntők | Elődöntők  | Elődöntők  |               |               | Döntő         | Döntő | Döntő |
|  | Negyeddöntők | Negyeddöntők | Negyeddöntők |            |       | Elődöntők | Elődöntők  | Elődöntők  |               |               | Döntő         | Döntő | Döntő |
|  | július 16.   |              |              |            |       |           |            |            |               |               |               |       |       |
|  |              |              |              |            |       |           |            |            |               |               |               |       |       |
|  | Kolumbia     | Kolumbia     | 0            |            |       |           |            |            |               |               |               |       |       |
|  | Kolumbia     | Kolumbia     | 0            | július 19. |       |           |            |            |               |               |               |       |       |
|  | Peru         | Peru         | 2            |            |       |           |            |            |               |               |               |       |       |
|  | Peru         | Peru         | 2            |            |       | Peru      | Peru       | 0          |               |               |               |       |       |
|  | július 16.   |              |              |            |       | Peru      | Peru       | 0          |               |               |               |       |       |
|  |              |              | Uruguay      | Uruguay    | 2     |           |            |            |               |               |               |       |       |
|  | Argentína    | Argentína    | Uruguay      | Uruguay    | 2     | 1 (4)     |            |            |               |               |               |       |       |
|  | Argentína    | Argentína    |              |            |       | 1 (4)     | július 24. |            |               |               |               |       |       |
|  | Uruguay      | Uruguay      | 1 (5)        |            |       |           |            |            |               |               |               |       |       |
|  | Uruguay      | Uruguay      | 1 (5)        |            |       | Uruguay   | Uruguay    | 3          |               |               |               |       |       |
|  | július 17.   |              |              |            |       | Uruguay   | Uruguay    | 3          |               |               |               |       |       |
|  |              |              | Paraguay     | Paraguay   | 0     |           |            |            |               |               |               |       |       |
|  | Brazília     | Brazília     | Paraguay     | Paraguay   | 0     | 0 (0)     |            |            |               |               |               |       |       |
|  | Brazília     | Brazília     | július 20.   |            |       | 0 (0)     |            |            |               |               |               |       |       |
|  | Paraguay     | Paraguay     | 0 (2)        |            |       |           |            |            |               |               |               |       |       |
|  | Paraguay     | Paraguay     | 0 (2)        |            |       | Paraguay  | Paraguay   | 0 (5)      | Bronzmérkőzés | Bronzmérkőzés | Bronzmérkőzés |       |       |
|  | július 17.   |              |              |            |       | Paraguay  | Paraguay   | 0 (5)      | Bronzmérkőzés | Bronzmérkőzés | Bronzmérkőzés |       |       |
|  |              |              | Venezuela    | Venezuela  | 0 (3) |           |            | július 23. | július 23.    | július 23.    |               |       |       |
|  | Chile        | Chile        | Venezuela    | Venezuela  | 0 (3) | 1         |            | július 23. | július 23.    | július 23.    |               |       |       |
|  | Chile        | Chile        |              |            |       |           |            | Peru       | Peru          | 4             |               |       |       |
|  | Venezuela    | Venezuela    | 2            |            |       |           |            | Peru       | Peru          | 4             |               |       |       |
|  | Venezuela    | Venezuela    | 2            |            |       | Venezuela | Venezuela  | 1          |               |               |               |       |       |
|  |              |              |              |            |       | Venezuela | Venezuela  | 1          |               |               |               |       |       |

## Negyeddöntők

### Kolumbia – Peru
| 2011. július 16. 16:00 (UTC–3) |

| Kolumbia | 0–2 (h. u.)                 | Peru                     |
| -------- | --------------------------- | ------------------------ |
|          | (0–0, 0–0, 0–1) Jegyzőkönyv | Lobatón 101' Vargas 111' |

| Estadio Olímpico Chateau Carreras, Córdoba Játékvezető: Francisco Chacón (mexikói) |

| Kolumbia | Peru |

| KOLUMBIA:            |    |                     |     |      |
|                      |    |                     |     |      |
| GK                   | 12 | Neco Martínez       |     |      |
| RB                   | 18 | Juan Zúñiga         |     |      |
| CB                   | 3  | Mario Yepes         |     |      |
| CB                   | 14 | Luis Amaranto Perea |     |      |
| LB                   | 7  | Pablo Armero        |     |      |
| RM                   | 13 | Fredy Guarín        |     |      |
| CM                   | 6  | Carlos Sánchez      | 98' | 111' |
| LM                   | 8  | Abel Aguilar        |     | 105' |
| RW                   | 17 | Dayro Moreno        |     |      |
| LW                   | 20 | Adrián Ramos        |     | 72'  |
| CF                   | 9  | Radamel Falcao      |     |      |
| Cserék:              |    |                     |     |      |
| FW                   | 11 | Hugo Rodallega      |     | 72'  |
| FW                   | 19 | Teófilo Gutiérrez   |     | 105' |
| FW                   | 21 | Jackson Martínez    |     | 111' |
| Szövetségi kapitány: |    |                     |     |      |
| Hernán Darío Gómez   |    |                     |     |      |

| PERU:                |    |                    |     |      |
|                      |    |                    |     |      |
| GK                   | 1  | Raúl Fernández     |     |      |
| RB                   | 13 | Renzo Revoredo     |     |      |
| CB                   | 21 | Christian Ramos    |     |      |
| CB                   | 2  | Alberto Rodríguez  | 65' |      |
| LB                   | 4  | Walter Vílchez     |     |      |
| RM                   | 5  | Adan Balbin        |     |      |
| CM                   | 10 | Rinaldo Cruzado    |     | 117' |
| LM                   | 6  | Juan Manuel Vargas |     |      |
| RW                   | 18 | William Chiroque   |     | 95'  |
| LW                   | 16 | Luis Advíncula     | 1'  | 46'  |
| CF                   | 9  | Paolo Guerrero     |     |      |
| Cserék:              |    |                    |     |      |
| MF                   | 11 | Carlos Lobatón     |     | 46'  |
| LW                   | 19 | Yoshimar Yotún     |     | 95'  |
| DM                   | 7  | Josepmir Ballón    |     | 117' |
| Szövetségi kapitány: |    |                    |     |      |
| Sergio Markarián     |    |                    |     |      |

| A mérkőzés játékosa: Juan Manuel Vargas (Peru) Asszisztensek: Leonel Leal (Costa Rica-i) Francisco Mondría (chilei) Negyedik számú játékvezető: Wálter Quesada (Costa Rica-i) |

### Argentína – Uruguay
| 2011. július 16. 19:15 (UTC–3) |

| Argentína                            | 1–1 (h. u.)                 | Uruguay                              |
| ------------------------------------ | --------------------------- | ------------------------------------ |
| Higuaín 17'                          | (1–1, 1–1, 1–1) Jegyzőkönyv | D. Pérez 5'                          |
| Büntetőpárbaj                        |                             |                                      |
| Messi Burdisso Tévez Pastore Higuaín | 4–5                         | Forlán Suárez Scotti Gargano Cáceres |

| Estadio Brigadier General Estanislao López, Santa Fe Játékvezető: Carlos Amarilla (paraguayi) |

| Argentína | Uruguay |

| ARGENTÍNA:           |    |                   |          |     |
|                      |    |                   |          |     |
| GK                   | 23 | Sergio Romero     |          |     |
| RB                   | 3  | Pablo Zabaleta    | 9'       |     |
| CB                   | 4  | Nicolás Burdisso  | 72'      |     |
| CB                   | 6  | Gabriel Milito    | 70'      |     |
| LB                   | 8  | Javier Zanetti    |          |     |
| DM                   | 20 | Fernando Gago     | 93'      | 97' |
| DM                   | 14 | Javier Mascherano | 50′, 87′ |     |
| RW                   | 10 | Lionel Messi      |          |     |
| LW                   | 16 | Sergio Agüero     |          | 84' |
| AM                   | 7  | Ángel di María    |          | 72' |
| CF                   | 9  | Gonzalo Higuaín   |          |     |
| Cserék:              |    |                   |          |     |
| FW                   | 18 | Javier Pastore    |          | 72' |
| FW                   | 11 | Carlos Tévez      | 119'     | 84' |
| MF                   | 15 | Lucas Biglia      |          | 97' |
| Szövetségi kapitány: |    |                   |          |     |
| Sergio Batista       |    |                   |          |     |

| URUGUAY:             |    |                     |         |      |
|                      |    |                     |         |      |
| GK                   | 1  | Fernando Muslera    |         |      |
| RB                   | 16 | Maximiliano Pereira |         |      |
| CB                   | 2  | Diego Lugano        |         |      |
| CB                   | 6  | Mauricio Victorino  |         | 20'  |
| LB                   | 22 | Martín Cáceres      | 32'     |      |
| RM                   | 20 | Álvaro González     | 33'     |      |
| CM                   | 15 | Diego Pérez         | 2′, 38′ |      |
| CM                   | 17 | Egidio Arévalo      |         | 110' |
| LM                   | 11 | Álvaro Pereira      |         | 110' |
| CF                   | 10 | Diego Forlán        |         |      |
| CF                   | 9  | Luis Suárez         |         |      |
| Cserék:              |    |                     |         |      |
| CB                   | 19 | Andrés Scotti       |         | 20'  |
| DM                   | 8  | Sebastián Eguren    |         | 110' |
| DM                   | 5  | Walter Gargano      |         | 110' |
| Szövetségi kapitány: |    |                     |         |      |
| Óscar Tabárez        |    |                     |         |      |

| A mérkőzés játékosa: Fernando Muslera (Uruguay) Asszisztensek: Nicolás Yegros (paraguayi) Luis Sánchez (venezuelai) Negyedik számú játékvezető: Juan Soto (venezuelai) |

### Brazília – Paraguay
| 2011. július 17. 16:00 (UTC–3) |

| Brazília                             | 0–0 (h. u.) | Paraguay                     |
| ------------------------------------ | ----------- | ---------------------------- |
|                                      | Jegyzőkönyv |                              |
| Büntetőpárbaj                        |             |                              |
| Elano Thiago Silva André Santos Fred | 0–2         | Barreto Estigarribia Riveros |

| Estadio Ciudad de La Plata, La Plata Játékvezető: Sergio Pezzotta (argentin) |

| Brazília | Paraguay |

| BRAZÍLIA:            |    |                |      |      |
|                      |    |                |      |      |
| GK                   | 1  | Júlio César    |      |      |
| RB                   | 13 | Maicon         | 60'  |      |
| CB                   | 3  | Lúcio          |      |      |
| CB                   | 4  | Thiago Silva   |      |      |
| LB                   | 6  | André Santos   | 57'  |      |
| CM                   | 5  | Lucas Leiva    | 103′ |      |
| CM                   | 8  | Ramires        |      |      |
| AM                   | 10 | Ganso          |      | 100' |
| RW                   | 7  | Robinho        |      |      |
| LW                   | 11 | Neymar         |      | 80'  |
| CF                   | 9  | Alexandre Pato |      | 112' |
| Cserék:              |    |                |      |      |
| FW                   | 19 | Fred           |      | 80'  |
| MF                   | 20 | Lucas          |      | 100' |
| MF                   | 16 | Elano          |      | 112' |
| Szövetségi kapitány: |    |                |      |      |
| Mano Menezes         |    |                |      |      |

| PARAGUAY:            |    |                      |      |     |
|                      |    |                      |      |     |
| GK                   | 1  | Justo Villar         |      |     |
| RB                   | 2  | Darío Verón          |      |     |
| CB                   | 5  | Antolín Alcaraz      | 103′ |     |
| CB                   | 14 | Paulo da Silva       |      |     |
| LB                   | 17 | Aureliano Torres     |      | 71' |
| RW                   | 13 | Enrique Vera         | 22'  | 64' |
| DM                   | 15 | Víctor Cáceres       |      |     |
| CM                   | 16 | Cristian Riveros     |      |     |
| LW                   | 21 | Marcelo Estigarribia | 111' |     |
| CF                   | 18 | Nelson Haedo Valdez  |      |     |
| CF                   | 19 | Lucas Barrios        |      | 83' |
| Cserék:              |    |                      |      |     |
| MF                   | 8  | Édgar Barreto        | 65'  | 64' |
| DF                   | 4  | Elvis Marecos        | 72'  | 71' |
| FW                   | 23 | Hernán Pérez         |      | 83' |
| Szövetségi kapitány: |    |                      |      |     |
| Gerardo Martino      |    |                      |      |     |

| A mérkőzés játékosa: Justo Villar (Paraguay) Asszisztensek: Ricardo Casas (argentin) Efraín Castro (bolíviai) Negyedik számú játékvezető: Raúl Orosco (bolíviai) |

### Chile – Venezuela
| 2011. július 17. 19:15 (UTC–3) |

| Chile     | 1–2               | Venezuela                   |
| --------- | ----------------- | --------------------------- |
| Suazo 69' | (0–1) Jegyzőkönyv | Vizcarrondo 34' Cichero 80' |

| Estadio del Bicentenario, San Juan Játékvezető: Carlos Vera (ecuadori) |

| Chile | Venezuela |

| CHILE:               |    |                      |          |     |
|                      |    |                      |          |     |
| GK                   | 1  | Claudio Bravo        |          |     |
| RB                   | 18 | Gonzalo Jara         |          | 60' |
| CB                   | 3  | Waldo Ponce          |          |     |
| LB                   | 5  | Pablo Contreras      | 45+1'    |     |
| CM                   | 17 | Gary Medel           | 40′, 82′ |     |
| CM                   | 8  | Arturo Vidal         | 79'      |     |
| RW                   | 4  | Mauricio Isla        | 26'      |     |
| LW                   | 6  | Carlos Carmona       |          | 46' |
| SS                   | 11 | Luis Antonio Jiménez |          | 83' |
| CF                   | 7  | Alexis Sánchez       |          |     |
| CF                   | 9  | Humberto Suazo       |          |     |
| Cserék:              |    |                      |          |     |
| MF                   | 10 | Jorge Valdivia       |          | 46' |
| FW                   | 22 | Esteban Paredes      |          | 60' |
| FW                   | 19 | Carlos Muñoz         |          | 83' |
| Szövetségi kapitány: |    |                      |          |     |
| Claudio Borghi       |    |                      |          |     |

| VENEZUELA:           |    |                        |       |     |
|                      |    |                        |       |     |
| GK                   | 1  | Renny Vega             |       |     |
| RB                   | 16 | Roberto Rosales        |       |     |
| CB                   | 20 | Grenddy Perozo         |       |     |
| CB                   | 4  | Oswaldo Vizcarrondo    |       |     |
| LB                   | 6  | Gabriel Cichero        |       |     |
| RM                   | 11 | César Eduardo González | 36'   | 89' |
| CM                   | 14 | Franklin Lucena        | 80'   |     |
| CM                   | 8  | Tomás Rincón           | 90+3′ |     |
| LM                   | 18 | Juan Arango            |       |     |
| CF                   | 9  | Giancarlo Maldonado    |       | 63' |
| CF                   | 7  | Nicolás Fedor          |       | 59' |
| Cserék:              |    |                        |       |     |
| FW                   | 23 | José Salomón Rondón    |       | 59' |
| MF                   | 13 | Luis Manuel Seijas     |       | 63' |
| MF                   | 15 | Alejandro Moreno       |       | 89' |
| Szövetségi kapitány: |    |                        |       |     |
| César Farías         |    |                        |       |     |

| A mérkőzés játékosa: Oswaldo Vizcarrondo (Venezuela) Asszisztensek: Luis Alvarado (ecuadori) Luis Abadie (perui) Negyedik számú játékvezető: Víctor Hugo Rivera (perui) |

## Elődöntők

### Peru – Uruguay
| 2011. július 19. 21:45 (UTC–3) |

| Peru | 0–2               | Uruguay        |
| ---- | ----------------- | -------------- |
|      | (0–0) Jegyzőkönyv | Suárez 52' 57' |

| Estadio Ciudad de La Plata, La Plata Játékvezető: Raúl Orosco (bolíviai) |

| Peru | Uruguay |

| PERU:                |    |                    |     |     |
|                      |    |                    |     |     |
| GK                   | 1  | Raúl Fernández     |     |     |
| LB                   | 17 | Giancarlo Carmona  |     |     |
| CB                   | 3  | Santiago Acasiete  |     |     |
| CB                   | 2  | Alberto Rodríguez  |     |     |
| RB                   | 4  | Walter Vílchez     |     |     |
| LM                   | 16 | Luis Advíncula     |     | 60' |
| CM                   | 19 | Yoshimar Yotún     | 21' | 53' |
| CM                   | 5  | Adán Balbín        | 59' | 90' |
| CM                   | 10 | Rinaldo Cruzado    |     |     |
| RM                   | 6  | Juan Manuel Vargas | 68′ |     |
| CF                   | 9  | Paolo Guerrero     |     |     |
| Cserék:              |    |                    |     |     |
| MF                   | 18 | William Chiroque   |     | 53' |
| MF                   | 11 | Carlos Lobatón     | 74' | 60' |
| MF                   | 7  | Josepmir Ballón    |     | 90' |
| Szövetségi kapitány: |    |                    |     |     |
| Sergio Markarian     |    |                    |     |     |

| URUGUAY:             |    |                     |     |     |
|                      |    |                     |     |     |
| GK                   | 1  | Fernando Muslera    |     |     |
| RB                   | 16 | Maximiliano Pereira |     |     |
| CB                   | 2  | Diego Lugano        | 66' |     |
| CB                   | 4  | Sebastián Coates    |     |     |
| LB                   | 22 | Martín Cáceres      |     |     |
| RM                   | 20 | Álvaro González     |     |     |
| CM                   | 5  | Walter Gargano      | 26' | 70' |
| CM                   | 17 | Egidio Arévalo      |     |     |
| LM                   | 11 | Álvaro Pereira      |     |     |
| CF                   | 10 | Diego Forlán        |     |     |
| CF                   | 9  | Luis Suárez         | 12' | 70' |
| Cserék:              |    |                     |     |     |
| FW                   | 23 | Abel Hernández      |     | 70' |
| MF                   | 13 | Sebastián Eguren    |     | 70' |
| Szövetségi kapitány: |    |                     |     |     |
| Óscar Tabárez        |    |                     |     |     |

| A mérkőzés játékosa: Luis Suárez (Uruguay) Asszisztensek: Efraín Castro (bolíviai) Marvin Torrentera (mexikói) Negyedik számú játékvezető: Wilmar Roldán (kolumbiai) |

### Paraguay – Venezuela
| 2011. július 20. 21:45 (UTC–3) |

| Paraguay                                | 0–0 (h. u.) | Venezuela                  |
| --------------------------------------- | ----------- | -------------------------- |
|                                         | Jegyzőkönyv |                            |
| Büntetőpárbaj                           |             |                            |
| Ortigoza Barrios Riveros Martínez Verón | 5–3         | Maldonado Rey Lucena Fedor |

| Estadio Malvinas Argentinas, Mendoza Játékvezető: Francisco Chacón (mexikói) |

| Paraguay | Venezuela |

| PARAGUAY:            |    |                      |           |         |
|                      |    |                      |           |         |
| GK                   | 1  | Justo Villar         |           |         |
| RB                   | 6  | Marcos Cáceres       |           |         |
| CB                   | 14 | Paulo da Silva       |           |         |
| CB                   | 2  | Darío Verón          | 107'      |         |
| LB                   | 3  | Iván Piris           |           |         |
| RM                   | 8  | Édgar Barreto        |           | 70'     |
| CM                   | 20 | Néstor Ortigoza      |           |         |
| CM                   | 16 | Cristian Riveros     |           |         |
| LM                   | 11 | Jonathan Santana     | 78′, 102′ |         |
| CF                   | 18 | Nelson Haedo Valdez  |           | 73'     |
| CF                   | 19 | Lucas Barrios        |           |         |
| Cserék:              |    |                      |           |         |
| FW                   | 21 | Marcelo Estigarribia |           | 70'     |
| FW                   | 9  | Roque Santa Cruz     |           | 73' 80' |
| FW                   | 10 | Osvaldo Martínez     |           | 80'     |
| Szövetségi kapitány: |    |                      |           |         |
| Gerardo Martino      |    |                      |           |         |

| VENEZUELA:           |    |                     |     |     |
|                      |    |                     |     |     |
| GK                   | 1  | Renny Vega          |     |     |
| RB                   | 16 | Roberto Rosales     | 55' |     |
| CB                   | 20 | Grenddy Perozo      |     | 46' |
| CB                   | 4  | Oswaldo Vizcarrondo |     |     |
| LB                   | 6  | Gabriel Cichero     |     |     |
| RM                   | 14 | Franklin Lucena     |     |     |
| CM                   | 5  | Giácomo Di Giorgi   |     |     |
| CM                   | 11 | César González      |     | 84' |
| LM                   | 18 | Juan Arango         |     |     |
| CF                   | 15 | Alejandro Moreno    |     | 72' |
| CF                   | 23 | José Salomón Rondón |     |     |
| Cserék:              |    |                     |     |     |
| DF                   | 3  | José Manuel Rey     |     | 46' |
| FW                   | 7  | Nicolás Fedor       |     | 72' |
| FW                   | 9  | Giancarlo Maldonado |     | 84' |
| Szövetségi kapitány: |    |                     |     |     |
| César Farías         |    |                     |     |     |

| A mérkőzés játékosa: Juan Arango (Venezuela) Asszisztensek: Leonel Leal (Costa Rica-i) Humberto Clavijo (kolumbiai) Negyedik számú játékvezető: Wálter Quesada (Costa Rica-i)) |

## Bronzmérkőzés
| 2011. július 23. 16:00 (UTC–3) |

| Peru                                | 4–1               | Venezuela  |
| ----------------------------------- | ----------------- | ---------- |
| Chiroque 41' Guerrero 63' 89' 90+2' | (1–0) Jegyzőkönyv | Arango 77' |

| Estadio Ciudad de La Plata, La Plata Játékvezető: Wilmar Roldán (kolumbiai) |

| Peru | Venezuela |

| PERU:                |    |                   |     |     |
|                      |    |                   |     |     |
| GK                   | 1  | Raúl Fernández    |     |     |
| RB                   | 13 | Renzo Revoredo    |     |     |
| CB                   | 15 | Aldo Corzo        |     |     |
| CB                   | 2  | Alberto Rodríguez |     |     |
| LB                   | 21 | Christian Ramos   |     |     |
| RM                   | 5  | Adán Balbín       | 66' |     |
| CM                   | 19 | Yoshimar Yotún    |     |     |
| LM                   | 10 | Rinaldo Cruzado   | 37' | 78' |
| RW                   | 11 | Carlos Lobatón    |     | 60' |
| LW                   | 18 | William Chiroque  |     |     |
| CF                   | 9  | Paolo Guerrero    |     |     |
| Cserék:              |    |                   |     |     |
| MF                   | 8  | Michael Guevara   |     | 60' |
| LW                   | 16 | Luis Advíncula    |     | 78' |
| Szövetségi kapitány: |    |                   |     |     |
| Sergio Markarian     |    |                   |     |     |

| VENEZUELA:           |    |                     |     |     |
|                      |    |                     |     |     |
| GK                   | 1  | Renny Vega          |     |     |
| RB                   | 16 | Roberto Rosales     |     |     |
| CB                   | 3  | José Manuel Rey     | 49' |     |
| CB                   | 4  | Oswaldo Vizcarrondo |     |     |
| LB                   | 6  | Gabriel Cichero     | 84' |     |
| RM                   | 11 | César González      |     | 67' |
| DM                   | 8  | Tomás Rincón        | 58′ |     |
| AM                   | 10 | Yohandry Orozco     |     |     |
| LM                   | 13 | Luis Seijas         |     | 46' |
| CF                   | 7  | Nicolás Fedor       |     | 61' |
| CF                   | 9  | Giancarlo Maldonado | 86' |     |
| Cserék:              |    |                     |     |     |
| MF                   | 14 | Franklin Lucena     |     | 46' |
| FW                   | 23 | José Salomón Rondón |     | 61' |
| LM                   | 18 | Juan Arango         |     | 67' |
| Szövetségi kapitány: |    |                     |     |     |
| César Farías         |    |                     |     |     |

| A mérkőzés játékosa: Paolo Guerrero (Peru) Asszisztensek: Humberto Clavijo (kolumbiai) Luis Alvarado (ecuadori) Negyedik számú játékvezető: Carlos Vera ecuadori) |

## Döntő
| 2011. július 24. 16:00 (UTC–3) |

| Uruguay                   | 3–0               | Paraguay |
| ------------------------- | ----------------- | -------- |
| Suárez 12' Forlán 41' 89' | (2–0) Jegyzőkönyv |          |

| Estadio Monumental, Buenos Aires Játékvezető: Sálvio Fagundes (brazil) |

| A 2011-es Copa América győztese |
| ------------------------------- |
| URUGUAY 15. cím                 |

## Külső hivatkozás
- Copa América A 2011-es Copa América hivatalos honlapja